# There's Gotta Be a Change
| Recensione | Giudizio |
| ---------- | -------- |
| AllMusic   |          |

There's Gotta Be a Change è un Album in studio del chitarrista blues statunitense Albert Collins, pubblicato dall'etichetta discografica Tumbleweed Records nel novembre del 1971.

## Tracce

### LP (1971, Tumbleweed Records, TWS 103)
Lato A
1. There's Gotta Be a Change – 4:07 (Gwendolyn Collins)
2. In Love Wit'cha – 7:21 (Gwendolyn Collins)
3. Stickin' (versione strumentale) – 3:18 (musica: Albert Collins)
4. Today Ain't Like Yesterday – 4:48 (Gwendolyn Collins)

Durata totale: 19:34
Lato B
1. Somethin' on My Mind – 1:47 (Gwendolyn Collins)
2. Frog Jumpin' – 2:12 (Gwendolyn Collins)
3. I Got a Mind to Travel – 5:00 (Gwendolyn Collins)
4. Get Your Business Straight – 3:54 (Gwendolyn Collins)
5. Fade Away – 7:06 (Jim Casey)

Durata totale: 19:59

## Formazione
- Albert Collins – chitarra solista, voce
- Jessie "Ed" Davis – chitarra
- Richard Landis – pianoforte
- James Dallam – pianoforte (A3 e A4)
- Joe Zagarino – pianoforte (B3)
- Dr. John – pianoforte (B5)
- Bill Perkins – sassofono
- Ernie Watts – sassofono
- Jay Migliori – sassofono
- Jim Horn – sassofono
- Plas Johnson – sassofono
- Bud Brisbois – tromba
- Pete Candoli – tromba
- Bob Knight – trombone
- Lew McCreary – trombone
- Bryan Garofalo – basso
- Michael Rosso – basso (A3 e A4)
- Jim Keltner – batteria
- Larry "Spider" Daniels – batteria (A3 e A4)
- Bill Szymczyk – cori
- Brent Williamson – cori

### Produzione
- Bill Szymczyk – produzione, ingegnere delle registrazioni
- Registrazioni effettuate nel luglio e agosto 1971 al The Record Plant di Los Angeles, California
- Aaron Schumaker – grafica e design copertina album originale
- Philip Melnick e Tom Wright – foto copertina album originale[3]

## Classifica
Album
| Anno | Classifica    | Posizione raggiunta |
| ---- | ------------- | ------------------- |
| 1972 | Billboard 200 | 196                 |